# Sangtekstforfatter
En sangtekstforfatter er en person der skriver teksterne — ord til sange — i modsætning til en komponist, der skriver sangens melodi. En person som egenhændigt skriver, komponerer og fremfører sine egne sange, kaldes ofte en singer-songwriter.

## Royalties
En tekstforfatters indtægter stammer fra royalties modtaget fra originale sange. Royalties kan variere fra 50% af en sang, hvis den var skrevet primært med komponisten, eller mindre, hvis sangen er skrevet i samarbejde med flere. Sange er automatisk ophavsretligt beskyttet så snart de er i konkret form, såsom en optagelse eller noder.

## Samarbejde
Samarbejde antager forskellige former. Nogle komponister og tekstforfattere arbejder tæt sammen om en sang, og byder begge ind med ord og melodi. Normalt skriver en tekstforfatter til en allerede skrevet melodi. Dorothy Fields arbejdede på denne måde. Tekstforfattere tilføjer ofte ord til en eksisterende melodi, som Johnny Burke gjorde med Erroll Garner-sangen "Misty". Nogle partnerskaber arbejder næsten helt uafhængigt af hinanden, for eksempel Bernie Taupin, som skriver tekster og giver dem videre til Elton John, der skriver musik til dem, med meget lidt interaktion imellem de to.

## Klassisk musik
I opera er librettisten ansvarlig for alle tekster, både talt eller sunget i et recitativ eller en arie.